# أسفل مارة (حالمين)

تعديل مصدري - تعديل

اسفل مارة هي إحدى قرى عزلة حبيل الريدة بمديرية حالمين التابعة لمحافظة لحج، بلغ تعداد سكانها 79 نسمة حسب تعداد اليمن لعام 2004.